# Ла Фиорита
«Ла Фиорита» (итал. SP La Fiorita 1967) — сан-маринский футбольный клуб, представляющий город Монтеджардино. Выступает в Группе А, высшем дивизионе чемпионата Сан-Марино по футболу. С 2012 года клуб является неизменным участником квалификации еврокубковых турниров, однако лишь однажды преодолевал первую стадию отбора, обыграв белорусский клуб «Ислочь» в первом раунде квалификации Лиги Конференций сезона 2024/25.

## Достижения клуба
- Группа А
  - Чемпион (6): 1986/87, 1989/90, 2013/14, 2016/17, 2017/18, 2021/22
  - Вице-чемпион (5): 1988/89, 1993/94, 1994/95, 1996/97, 2020/21
- Кубок Сан-Марино
  - Победитель (7): 1985/86, 2011/12, 2012/13, 2015/16, 2017/18, 2020/21, 2023/24
  - Финалист (3): 1987/88, 1988/89, 2016/17
- Суперкубок Сан-Марино
  - Победитель (5): 1986, 1987, 2007, 2012, 2018
  - Финалист (5): 1996, 1997, 2013, 2014, 2016

## Выступления в еврокубках
| Сезон   | Турнир                | Раунд                         | Соперник          | Дома | В гостях | Общий счёт |  |
| ------- | --------------------- | ----------------------------- | ----------------- | ---- | -------- | ---------- |  |
| 2012/13 | Лига Европы УЕФА      | Первый отборочный раунд       | Металлург Лиепая  | 0:2  | 0:4      | 0:6        |  |
| 2013/14 | Лига Европы УЕФА      | Первый отборочный раунд       | Валлетта          | 0:3  | 0:1      | 0:4        |  |
| 2014/15 | Лига чемпионов УЕФА   | Первый отборочный раунд       | Левадия           | 0:1  | 0:7      | 0:8        |  |
| 2015/16 | Лига Европы УЕФА      | Первый отборочный раунд       | Вадуц             | 0:5  | 1:5      | 1:10       |  |
| 2016/17 | Лига Европы УЕФА      | Первый отборочный раунд       | Дебрецен          | 0:5  | 0:2      | 0:7        |  |
| 2017/18 | Лига чемпионов УЕФА   | Первый отборочный раунд       | Линфилд           | 0:0  | 0:1      | 0:1        |  |
| 2018/19 | Лига чемпионов УЕФА   | Первый предварительный раунд  | Линкольн Ред Импс | 0:21 | 0:21     | 0:21       |  |
| 2018/19 | Лига Европы УЕФА      | Второй квалификационный раунд | Спартак Юрмала    | 0:3  | 0:6      | 0:9        |  |
| 2019/20 | Лига Европы УЕФА      | Предварительный раунд         | Энгордани         | 0:1  | 1:2      | 1:3        |  |
| 2020/21 | Лига Европы УЕФА      | Предварительный раунд         | Колрейн           | 0:1  | 0:1      | 0:1        |  |
| 2021/22 | Лига конференций УЕФА | Первый раунд                  | Биркиркара        | 1:1  | 0:1      | 1:2        |  |

Примечание
 ↑  По регламенту противостояния на 1-м и 2-м предварительном раундах сезона-2018/19 Лиги чемпионов состоят из одного матча.